# Richard Akiana
Richard Akiana, né le 20 septembre 1969 à Brazzaville, est un footballeur congolais devenu agent de joueurs.
Il évoluait au poste d'attaquant.

## Biographie
Après avoir joué dans les équipes de jeunes FC Épinay-sous-Sénart, Richard Akiana commence sa carrière professionnelle à l'US Créteil où il fait quelques apparitions lors de la saison 1990-1991. Après ce court passage en D2, il joue dans plusieurs clubs amateurs. D'abord chez le Club olympique de Saint-Dizier, puis au Racing 92, en CFA, où il inscrit vingt buts en trente-trois matchs.
Remarqué, il s'engage avec le Paris FC, évoluant en National 1, mais ne parvient pas à convaincre et retourne au Racing Club de France où il marque trente-huit buts en deux saisons. Akiana retente sa chance en troisième division, enfilant le maillot du FC Bourges au début de l'exercice 1997-1998. Après le dépôt de bilan du club, il rejoint en décembre 1997 l'US Créteil. Sept mois après, il signe avec l'ES Troyes AC, en Division 2, mais ne marque que douze buts en vingt-cinq rencontres en 1998-1999.
Avec le Red Star, le congolais retrouve les filets, marquant quatorze buts lors de la saison 1999-2000, faisant de lui le meilleur buteur du club en championnat. Akiana s'illustre également en Coupe de la Ligue : avec ses quatre buts, il est le meilleur buteur de la compétition qui voit le Red Star être éliminé aux tirs au but en demi-finale par le FC Gueugnon, le futur vainqueur de l'épreuve,. Grâce à ses bonnes performances, Akiana est sélectionné pour la Coupe d'Afrique des nations 2000. À l'été 2000, après les arrivées de Tony Cascarino et de Patrick Van Kets au Red Star, Akiana quitte le club audonien. Courtisé par Martigues, Beauvais et Angers, promus en Deuxième Division, Richard Akiana donne sa préférence à l'ES Wasquehal (D2), avec lequel il s'engage pour deux saisons. Akiana y marque que 10 buts puis il rejoint le Gap Foot 05, où il marque vingt cinq fois en CFA 2, dans une année où son club est champion et promu en CFA. La saison suivante, il joue vingt-neuf matchs et inscrit quinze buts. 
Après quelques années en Indonésie, il termine sa carrière à Pacy-sur-Eure où il avait promis, à Benoît Souvelain, de jouer un jour et le club monte en national ou il inscrit huit buts.
En 2008, l'attaquant congolais obtient sa licence FIFA d'agent de joueurs et fonde, avec Souvelain, l'agence Association Sport Management. Les deux hommes s'occupent d'« une quinzaine de joueurs » en juin 2009 dont Chris Malonga, Stéphane Morisot ou encore Jacques-Désiré Périatambée.
En 2017, il est co-listier de David Donadei, candidat à la présidence de la Fédération française de football.